# Sigsbeia conifera
Sigsbeia conifera är en ormstjärneart som beskrevs av Jean Baptiste François René Koehler 1914. Sigsbeia conifera ingår i släktet Sigsbeia och familjen Hemieuryalidae. Inga underarter finns listade i Catalogue of Life.